# Gian-Carlo Coppola
Gian-Carlo Coppola (Los Angeles, 17 settembre 1963 – Annapolis, 26 maggio 1986) è stato un attore statunitense.

## Biografia
Gian-Carlo Coppola era figlio del regista, produttore e sceneggiatore Francis Ford Coppola e di Eleanor Neil, quindi fratello di Roman Coppola e Sofia Coppola. Inizia la carriera cinematografica all'età di sedici anni, lavorando a stretto contatto con suo padre. Appare, con ruoli secondari, in alcuni film del padre, come Il padrino (1972), La conversazione (1974), Apocalypse Now (1979) e Rusty il selvaggio (1983). In particolare, ne Il padrino, appare con suo fratello Roman, nei panni dei due figli del personaggio di Tom Hagen, interpretato da Robert Duvall. Inoltre è stato produttore associato del film I ragazzi della 56ª strada (1983) e regista di seconda unità del film Cotton Club (1984).

### La morte
Il 26 maggio 1986, durante un incidente in motoscafo, all'età di 22 anni, muore in Maryland. Griffin O'Neal, attore che era al volante dell'imbarcazione, cercò di passare tra due altre barche, non sapendo che erano collegate da una fune di traino. O'Neal ebbe appena il tempo di abbassarsi, ma Coppola fu colpito dal cavo di traino e rimase ucciso.
Al momento della sua morte, Coppola era fidanzato con Jacqui de la Fontaine, che in quel periodo era incinta di pochi mesi. Nel 1987 nasce sua figlia Gian-Carla "Gia" Coppola, diventata poi sceneggiatrice e regista.

## Filmografia

### Attore
- Il padrino (The Godfather), regia di Francis Ford Coppola (1972) - non accreditato
- La conversazione (The Conversation), regia di Francis Ford Coppola (1974) - non accreditato
- La saga del Padrino (The Godfather: A Novel for Television) - miniserie TV (1977) - non accreditato
- Apocalypse Now, regia di Francis Ford Coppola (1979) - non accreditato
- Rusty il selvaggio (Rumble Fish), regia di Francis Ford Coppola (1983)

### Altri crediti
- Un sogno lungo un giorno (One from the Heart) (1981) - assistente regista
- Hammett - Indagine a Chinatown (Hammett) (1982) - aiutante di produzione
- I ragazzi della 56ª strada (The Outsiders) (1983) - assistente regista e coproduttore
- Rusty il selvaggio (Rumble Fish) (1983) - assistente regista e coproduttore